# Recep Niyaz
Recep Niyaz, né le 2 août 1995 à Denizli en Turquie, est un footballeur turc, qui évolue au poste d'ailier avec le club de Denizlispor.

## Biographie

### En club
Il joue deux matchs en Ligue Europa (phase de groupe) lors de la saison 2012-2013 avec le club de Fenerbahçe.

### En équipe nationale
Avec les moins de 17 ans, il officie à plusieurs reprises comme capitaine de la sélection.
Avec les moins de 19 ans, il participe au championnat d'Europe des moins de 19 ans en 2013. Lors de cette compétition, il joue trois matchs. Il inscrit un but lors de la première rencontre face à la Serbie. Il marque ensuite un autre but contre la Géorgie, délivrant également deux passes décisives lors de ce match.

## Palmarès
- Vice-champion de Turquie en 2013 avec Fenerbahçe
- Champion de Turquie de D2 en 2018 avec le Çaykur Rizespor
- Champion de Turquie de D2 en 2019 avec le Denizlispor